# Dienis Ablazin
Dienis Michajłowicz Ablazin (ros. Дени́с Миха́йлович Абля́зин; ur. 3 sierpnia 1992 r. w Penzie) – rosyjski gimnastyk, pięciokrotny medalista igrzysk olimpijskich, dwukrotny mistrz świata, ośmiokrotny mistrz Europy, trzykrotny medalista uniwersjady.

## Igrzyska olimpijskie
Na swoich pierwszych igrzyskach w Londynie zdobył srebrny medal w skoku, przegrywając tylko z Yang Hak-seon z Korei Południowej. Do kolekcji dołączył również brązowy medal w ćwiczeniach wolnych.
Cztery lata później w Rio de Janeiro powtórzył wynik w skoku, zajmując w finale drugie miejsce. Tym razem lepszy był Ri Se-gwang z Korei Północnej. Srebro zdobył też w wieloboju drużynowym, gdzie najlepsi okazali się Japończycy. Brązowy medal przypadł w ćwiczeniach na kółkach.
| Igrzyska | Miasto         | Konkurencja            | Kwalifikacje | Kwalifikacje | Finał   | Finał   |
| Igrzyska | Miasto         | Konkurencja            | Wynik        | Miejsce      | Wynik   | Pozycja |
| -------- | -------------- | ---------------------- | ------------ | ------------ | ------- | ------- |
| IO 2012  | Londyn         | Ćwiczenia wolne        | 15,433       | 8. Q         | 15,800  | brąz    |
| IO 2012  | Londyn         | Ćwiczenia na kółkach   | 15,500       | 5. Q         | 15,633  | 5.      |
| IO 2012  | Londyn         | Skok                   | 16,366       | 1. Q         | 16,399  | srebro  |
| IO 2012  | Londyn         | Ćwiczenia na poręczach | 0,000        | 71.          | NQ      | NQ      |
| IO 2012  | Londyn         | Ćwiczenia na drążku    | 13,733       | 49.          | NQ      | NQ      |
| IO 2012  | Londyn         | Wielobój drużynowy     | 272,595      | 2. Q         | 269,603 | 6.      |
| IO 2016  | Rio de Janeiro | Ćwiczenia wolne        | 14,700       | 25.          | NQ      | NQ      |
| IO 2016  | Rio de Janeiro | Ćwiczenia na kółkach   | 15,633       | 4. Q         | 15,700  | brąz    |
| IO 2016  | Rio de Janeiro | Skok                   | 15,416       | 2. Q         | 15,516  | srebro  |
| IO 2016  | Rio de Janeiro | Wielobój drużynowy     | 269,612      | 3. Q         | 271,453 | srebro  |